# Polyalthia cauliflora
Polyalthia cauliflora Hook.f. & Thomson – gatunek rośliny z rodziny flaszowcowatych (Annonaceae Juss.). Występuje naturalnie w Tajlandii, Indonezji oraz na indyjskich wyspach Andamanach i Nikobarach. 

## Morfologia
PokrójZimozielone drzewo dorastające do 3–5 m wysokości. Młode pędy są owłosione.
LiścieBlaszka liściowa jest skórzasta i ma eliptycznie lancetowaty kształt. Mierzy 20–23 cm długości oraz 5,5–6,5 cm szerokości, ma zaokrągloną nasadę i spiczasty wierzchołek. Ogonek liściowy jest omszony i dorasta do 5 mm długości.
KwiatySą pojedyncze, rozwijają się w kątach pędów. Działki kielicha mają kształt od owalnego do trójkątnego, są owłosione i dorastają do 5 mm długości. Płatki mają podłużnie owalny kształt i brązową barwę, są owłosione, osiągają do 40–55 mm długości. Kwiaty mają owłosione owocolistki o równowąskim kształcie i długości 1–2 mm.
OwocePojedyncze mają kształt od jajowatego do prawie kulistego, zebrane w owoc zbiorowy. Są nagie, osadzone na szypułkach. Osiągają 10–12 mm długości.

## Biologia i ekologia
Rośnie w wiecznie zielonych lasach. Kwitnie od maja do lipca, natomiast owoce dojrzewają w lipcu. 

## Zmienność
W obrębie tego gatunku wyróżniono jedną odmianę:
- Polyalthia cauliflora var. wrayi (Hemsl.) J. Sinclair